# Лесники (Киевская область)
Лесники (укр. Лісники) — село, входит в Киево-Святошинский район Киевской области Украины.
Население по переписи 2001 года составляло 1513 человек. Почтовый индекс — 08172. Телефонный код — 4598. Занимает площадь 1,2 км².

## История
Село основано в 1032 г. Киево-Печерский Патерик свидетельствует, что Феодосий Печерский «имел пещеру в селе Лесниках и живал в оной через весь великий пост».

В 1498 г. исторические источники второй раз упоминают о существовании Лесников. Это было письмо Семена Скалковича в актовой книге Киево-Печерской Лавры, в котором тот обязался «за себя и потомков своих платить Печерской Лавре по копе денег из имений Лесник».

По свидетельству Печерского монастыря в 1595 году монастырское село Лесники вооруженным наездом захватил волынский воевода Корецкий. В 1620 г. решением Сигизмунда III село было возвращено Печерской Лавре.

25 мая 1654 г. Богдан Хмельницкий пишет письмо киевскому полковнику Антону Ждановичу с запретом жителям Лесников и Ходосовки и ловить рыбу в водоемах, принадлежащих Выдубицкому монастырю.

19 декабря 1670 г. гетман Петр Дорошенко передал село, или когда-то бывшее местечко Лесники со всем ему принадлежащим Выдубицкому монастырю. С тех пор и до 1786 г. лесничане были монастырскими крестьянами.

Вследствие секуляризации, проводимой Екатериной II, жители Лесников стали экономическими крестьянами. На то время в 27 домах проживало 127 душ.

С 1836 г. и до 1851 года служил в местной Преображенской деревянной церкви дед великого историка и общественного деятеля Михаила Грушевского — Федор Васильевич Грушевский. Федор Грушевский способствовал открытию первой церковно-приходской школы.

## Местный совет
08172, Київська обл., Києво-Святошинський р-н, с. Лісники, пров. Колгоспний, 22

## Наука
В селе расположена Наблюдательная станция Лесники астрономической обсерватории Киевского национального университета имени Тараса Шевченко.

## Достопримечательности
В центре села находится ботанический памятник природы местного значения Ясень обыкновенный. В окрестностях села расположены заказники местного значения Урочище Пучина, Урочище Гора Козинская, Урочище Кириковое.
В селе в 2008 году установлен памятник Михаилу Грушевскому.

## Галерея
- Въезд в село
- Центр села
- Церковь в с. Лесники
- Лесниковский сельсовет
- Могила Федора Грушевского
- Братская могила воинов Советской Армии
- Ботанический памятник "Ясень обыкновенный"